# Ras El Agba
Ras El Agba (em árabe: راس العقبة) é uma cidade e comuna localizada na província de Guelma, Argélia. Segundo o censo de 2008, a população total da cidade era de 2 699 habitantes.